# Watersipora arcuata
Watersipora arcuata is een mosdiertjessoort uit de familie van de Watersiporidae. De wetenschappelijke naam van de soort is voor het eerst geldig gepubliceerd in 1969 door William C. Banta.

## Verspreiding
Watersipora arcuata is een korstvormende mosdiertjessoort die in 1969 voor het eerst werd beschreven vanuit de baai van San Diego in Californië. Het gebied van oorsprong is onbekend, maar de soort kan inheems zijn in de oostelijke tropische Stille Oceaan. De soort lijkt te zijn geïntroduceerd in Californië, de Pacifische kust van Mexico, Hawaï, Nieuw-Zeeland en Australië. Het wordt gevonden op palen, rotsen, drijvers en scheepsrompen. De gegevens suggereren dat het een warmwatersoort is en die beperkt voorkomt in koelere wateren, of wordt weggeconcurreerd door W. subtorquata. W. arcuata staat bekend om zijn vermogen om zich toch te vestigen op oppervlakken bedekt met aangroeiwerende verf op koperbasis, en om te overleven op snel bewegende schepen, de meest waarschijnlijke verspreidingsbron. Omdat deze soort vooral in warme gematigde wateren leeft, komt deze soort in Europa voor langs de zuidwestkust van Spanje en in grote delen van de Middellandse Zee.